# Na Brabenci
Brabenčák, Brabenec či Na Brabenci je kopec v Radlicích a na Smíchově v Praze 5. Zastavěné východní úbočí je označováno též například názvem Kesnerka, podle jedné z někdejších usedlostí. Vrcholová partie není v běžných mapách kótována, dle Mapy.cz se nachází přibližně v nadmořské výšce 297 m n. m., dle vrstevnic Základní mapy ČR 1 : 10 000 se vrchol nachází nedaleko jižně od ulice Na Brabenci.
Podlouhlý vrchol kopce tvoří slepá ulice Na Brabenci (vytvořená a pojmenovaná až v roce 1994, a to podle místního lidového názvu Brabenčák), souběžně s ní vede po severním úbočí ulice U starého židovského hřbitova, pod jejímž východním koncem se nachází starý smíchovský židovský hřbitov, zvaný též radlický. Vrcholová partie kopce a jeho strmější, západní část spadá do Radlic, východní část kopce na Smíchov: hranici tvoří u vrcholové partie ulice U starého židovského hřbitova, vedoucí východozápadním směrem, a ulice Kroupova, vedoucí severojižním směrem (tedy židovský hřbitov již patří ke smíchovské části). Radlické svahy jsou nezastavěné, lesnaté, protkané vycházkovými stezkami, stejně tak i severní smíchovský svah. Východní smíchovskou stranu kopce pokrývá z velké části vilová zástavba, přičemž převážně ve vrstevnicovém směru kopec úbočím obcházejí ulice Nad Kesnerkou, K Závěrce, Pod Děvínem, Kesnerka, Pod Závěrkou, Na Konvářce, Pod Kesnerkou a Franty Kocourka, šikmo k vrcholu vystupuje od severovýchodu ulice Pajerova a téměř po hřbetnici schodiště Koulka. V lesíku mezi ulicemi Pajerova a Pod Kesnerkou se nachází studánka, dříve nazývaná Pod Kesnerkou, slavnostním aktem 3. května 2012 byla přáteli Ivana Martina Jirouse, který nedaleko žil, pojmenovaná Magorova studánka, a jako občanské sdružení nechali tento název údajně zapsat do katastrálního výměru.
Většina kopce byla zalesněna postupně až ve druhé polovině 20. století. Vrcholová partie byla zastavěna z větší části až po roce 1990. Na smíchovském úbočí stálo či dosud stojí několik historických usedlostí: horní a dolní Kesnerka (obě postupně zbourány ve 20. století) a Koulka (dosud stojí), v blízkosti, avšak již na úbočí Dívčích hradů též Konvářka.
Na jihozápadě kopec ohraničuje zhruba ulice Kutvirtova a železniční trať 122. Naproti přes údolí se nachází kopec Děvín, známý též pod názvem Dívčí hrady. Na severu kopec spadá do radlického údolí, naproti němu stojí Paví vrch. K úpatí kopce lze počítat i smíchovskou zástavbu jižně od Radlické ulice, tedy ulice Nad Koulkou, Na Neklance, Holubova (v Radlicích Pechlátova), Pod Barvířkou, v severojižním směru Na Laurové, Braunova, Pod Brentovou a Ke Koulce. K východu kopec strmě spadá k nivě vltavského údolí, při jeho úpatí vede ulice Křížová, ulice Dobříšská (Městský okruh) a svazek železničních tratí vycházející z nádraží Praha-Smíchov. K západu kopec vybíhá jako ostroh proti radlickému údolí směrem k Jinonicům. Při jižní straně západního úpatí se nachází sportcentrum Radlice, nově obestavěné třípatrovou kancelářskou budovou čp. 339.